# Hermannia grossularifolia
Hermannia grossularifolia är en malvaväxtart som beskrevs av Carl von Linné. Hermannia grossularifolia ingår i släktet Hermannia och familjen malvaväxter. Inga underarter finns listade i Catalogue of Life.